# La Trinité-Langonnet
La Trinité-Langonnet est le nom d'une ancienne trève qui dépendait de la paroisse de Langonnet. Le hameau dépend de nos jours de la commune de Langonnet. Le territoire de la trève était limité au sud par le grand chemin de Gourin à Guémené-sur-Scorff, à l'ouest par la rivière de Langonnet, au nord par la ligne de crête des Montagnes Noires et à l'est par la limite avec Trégornan.

## Moyen-Âge et Temps modernes
Le bourg de La Trinité s'appelait Bezver aux XVe et XVIe siècles, du nom du saint éponyme de saint Pever en Bourbriac, du gallois Bedwyr, nom porté par un chevalier du roi Arthur. Vincent de Kergoët, abbé de Langonnet, entreprend en 1492 l'édification d'une chapelle dédiée à la sainte Trinité. L'édifice est achevé sous son successeur, Yves de Boutteville. Le bourg trévial est alors rebaptisé La Trinité-Bezver puis La Trinité-Langonnet.

## Révolution française
En 1790, Langonnet est érigé en commune et annexe son ancienne trève.

## LeXIXesiècle
En 1802, la chapelle (devenant donc alors une église) devient le siège d'une petite paroisse, rattachée administrativement à la commune de Langonnet, mais distincte de la paroisse de Langonnet. L'église de la Trinité a été restaurée à partir de 1893.
En 1852, puis à nouveau en 1863, les habitants de La Trinité-Langonnet demandent que leur paroisse, qui formait aussi une section au sein de la commune de Langonnet, soit érigée en commune distincte, mais cela fut refusé en 1865, une enquête faite au bourg de Langonnet constatant 371 oppositions et seulement 36 adhésions.

## LeXXesiècle

### La Première Guerre mondiale
Le monument aux morts de La Trinité-Langonnet porte les noms de 32 soldats morts pour la France pendant la Première Guerre mondiale et un, Ferdinand Didou, pendant la Guerre d'Algérie.

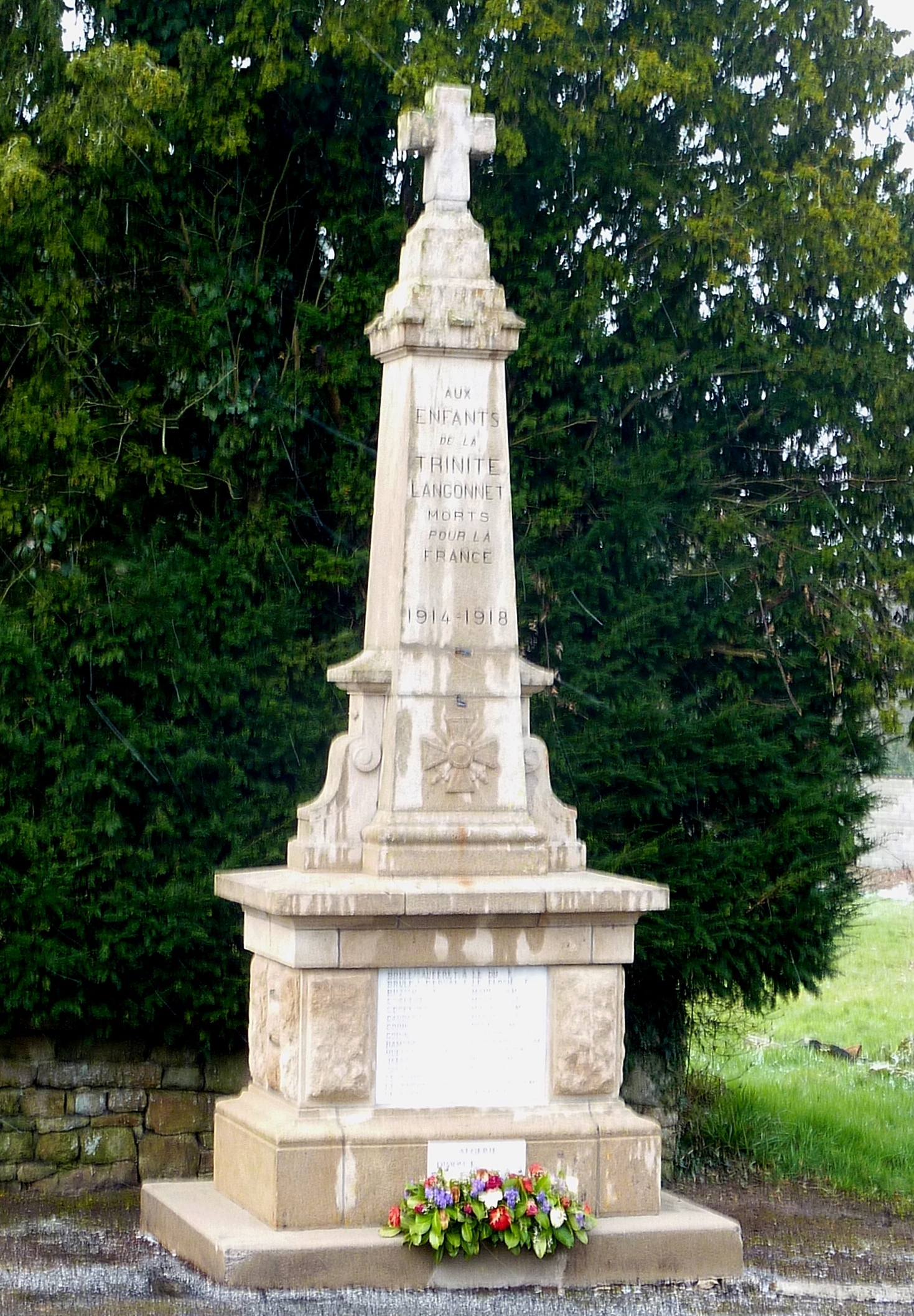
Le monument aux morts de La Trinité-Langonnet.
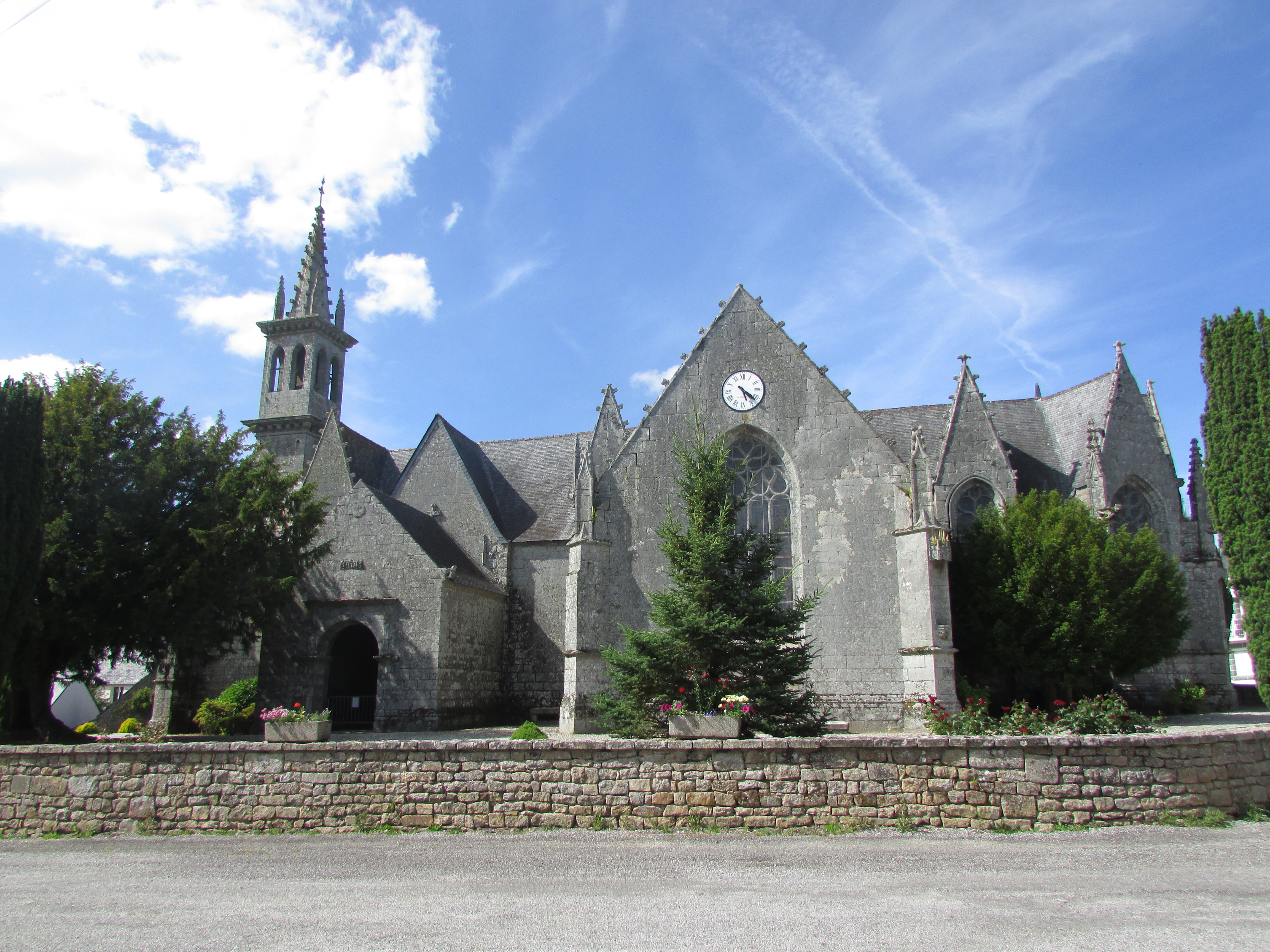
L'église de La Trinité-Langonnet : vue extérieure d'ensemble depuis l'est.
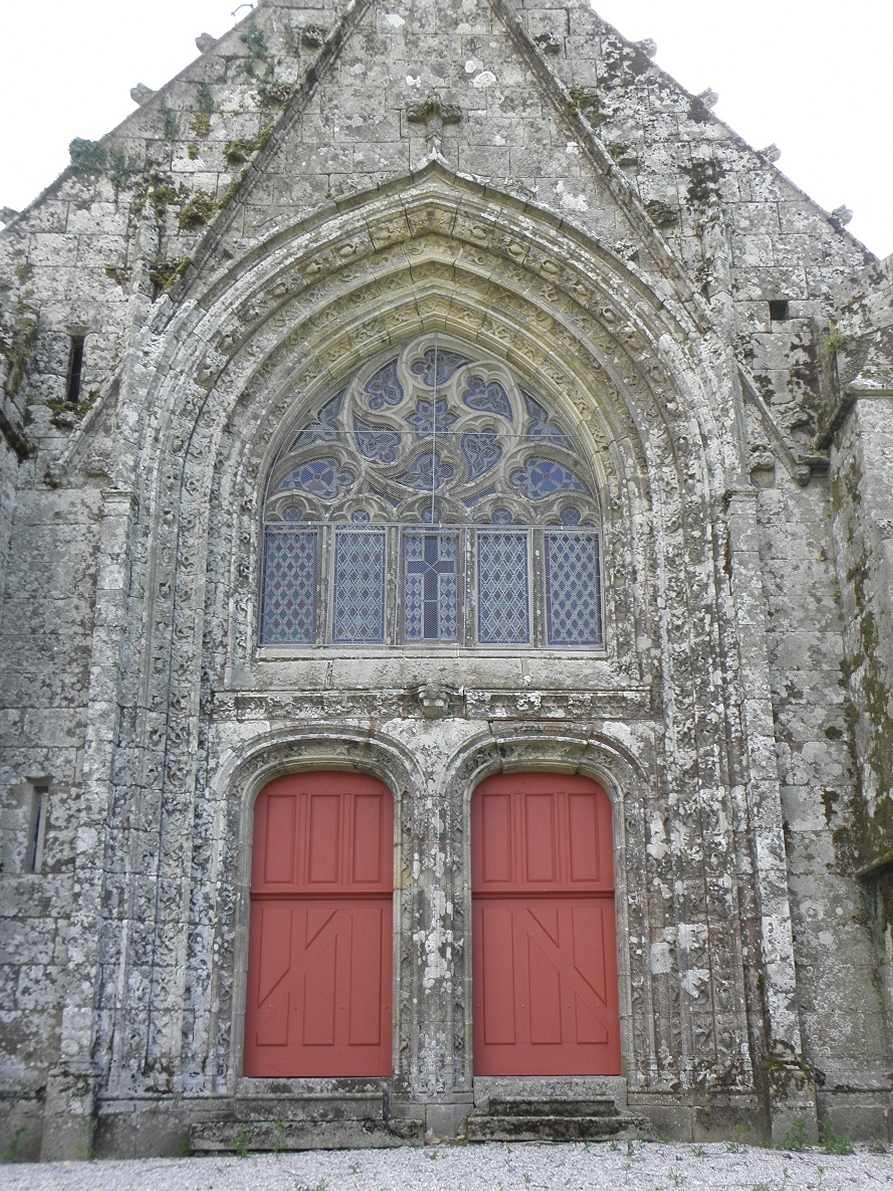
L'église de La Trinité-Langonnet : le portail occidental.
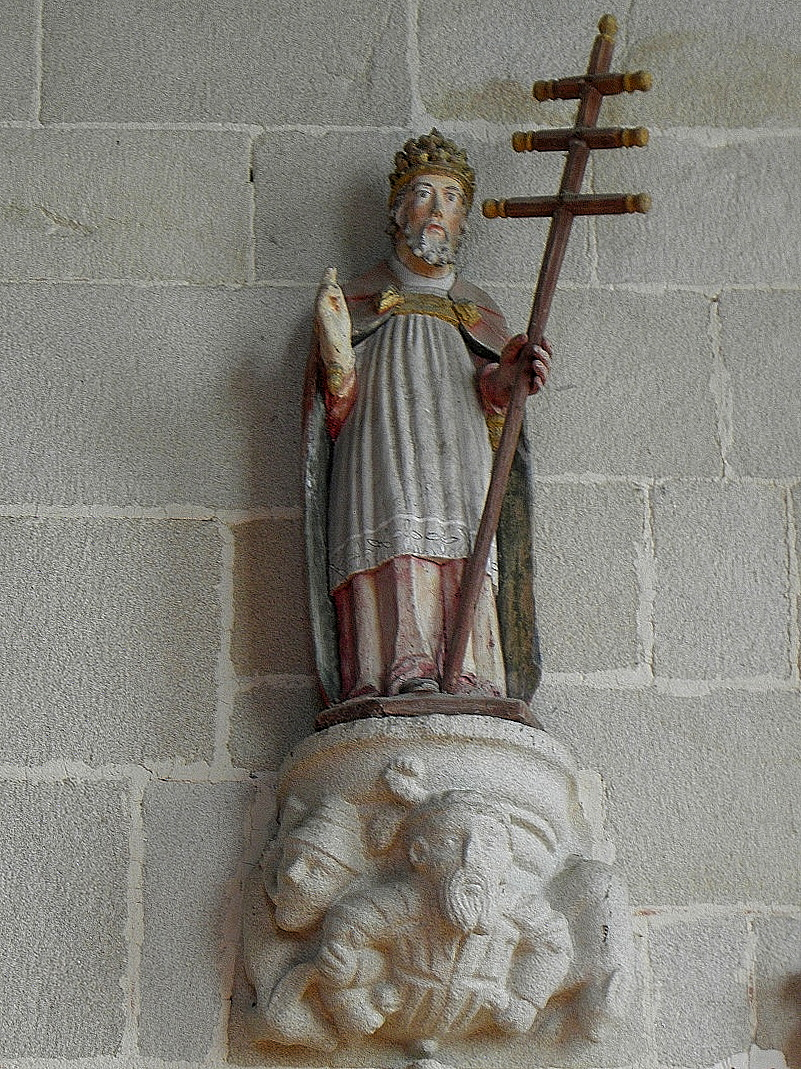
L'église de La Trinité-Langonnet : statue de saint Cornély.
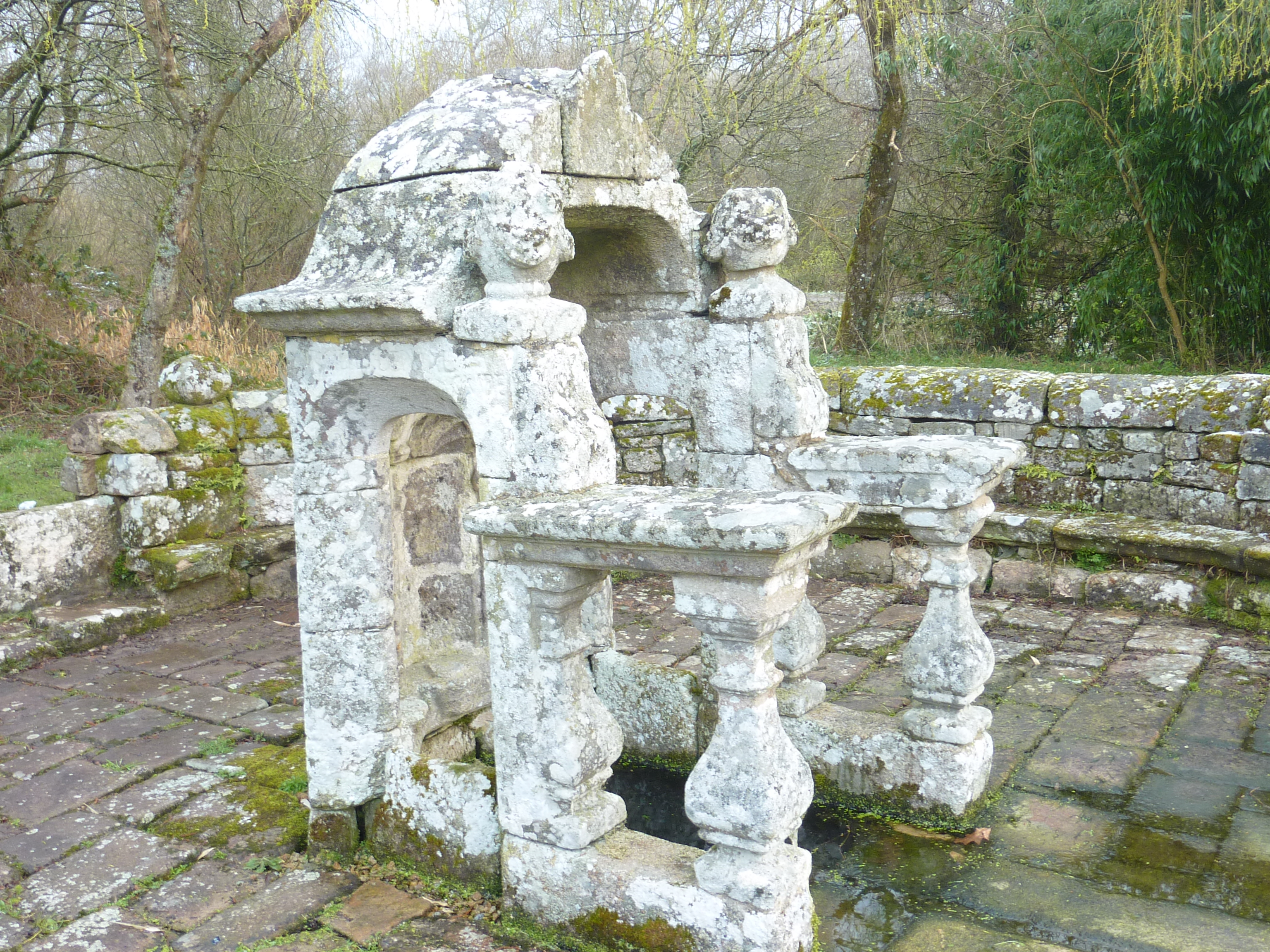
Fontaine de La Trinité-Langonnet : vue partielle.

### Une croyance persistante aux envoûtements
Le journal Le Télégramme de Brest et de l'Ouest du 6 janvier 1951 raconte qu'un couple de paysans de La Trinité-Langonnet se disent envoûtés : tous les soirs à minuit « ils se tordent de souffrance sur leur lit tandis que la porte de la maison se promène dans la cour ». Tous les habitants des environs sont persuadés qu'un mauvais sort s'acharne sur ces agriculteurs, dont le cheptel a été décimé, les récoltes ruinées... Le fermier dit bien connaître ceux qui les ont envoûtés : « quand je croise l'un d'eux, il porte aussitôt la main soit à la tête, à l'épaule ou à la poitrine. Au même instant, je ressens à l'endroit correspondant de mon corps une douleur vive comme si l'on me frappait d'un coup de couteau »

### La fin duXXesiècle
Le bourg de La Trinité-Langonnet dispose encore d'une école publique, d'une église, d'un monument aux morts et d'un cimetière. Une fontaine monumentale datant du XVIIe siècle dont la forme rappelle celle d'un trou de serrure est également située dans le bourg.